# Győző Halmos
Győző Halmos, auch Győző Haberfeld und Győző Békési, (* 13. Juni 1889 in Baja, Österreich-Ungarn; † 1945 im KZ Gusen) war ein ungarischer Turner, der Opfer des Holocaust wurde.

## Erfolge
Győző Halmos nahm 1912 an den Olympischen Spielen in Stockholm teil und gehörte bei diesen zur ungarischen Turnriege im Mannschaftsmehrkampf. Dabei traten insgesamt fünf Mannschaften an, die aus 16 bis 40 Turnern bestanden und während des einstündigen Wettkampfs gleichzeitig antreten mussten. Bewertet wurden neben der Ausführung der Übungen an den Geräten auch das Verlassen und der Wechsel der Geräte sowie der Einmarsch zu Beginn. Am Ende wurden anhand eines Durchschnittswert der einzelnen Nationen die Abschlussplatzierungen ermittelt. Neben den Ungarn traten auch Turnriegen aus Italien, Großbritannien, dem Deutschen Reich und Luxemburg an. Mit 53,15 Punkten setzten sich die Italiener gegen ihre Konkurrenten durch. Die Ungarn erzielten indes 45,45 Punkte und belegten damit vor den drittplatzierten Briten mit 36,90 Punkten den zweiten Platz.
Halmos gewann somit zusammen mit József Berkes, Imre Erdődy, Samu Fóti, Imre Gellért, Ottó Hellmich, István Herczeg, József Keresztessy, Lajos Aradi, János Krizmanich, Elemér Pászti, Árpád Pédery, Jenő Réti, Ferenc Szűts, Ödön Téry und Géza Tuli die Silbermedaille.
Nach den Spielen beendete er seine Turnkarriere und arbeitete zunächst bei der Turnabteilung von Újpesti TE. In Újpest eröffnete er später unter dem Namen Győző Békési ein Fotostudio. Im Herbst 1944, während des Zweiten Weltkriegs, wurden er und seine Familie wegen seiner jüdischen Herkunft ins KZ Mauthausen verschleppt, wo sie ermordet wurden.